# Wer hat unseren Dinosaurier geklaut?
Wer hat unseren Dinosaurier geklaut? (Originaltitel: One of Our Dinosaurs Is Missing) ist ein britisch-US-amerikanischer Kinderfilm des Regisseurs Robert Stevenson aus dem Jahr 1975. Er basiert auf dem Roman The Great Dinosaur Robbery, der 1970 von David Eliades und Robert Forrest Webb unter dem Pseudonym David Forrest geschrieben wurde.

## Handlung
Der britische Unternehmer Lord Southmere kehrt nach seinem Aufenthalt in China nach London zurück. Da er durch die chinesischen Geheimpolizei verfolgt wird, versteckt er einen Mikrofilm in einem Dinosaurier-Skelett im Naturkundemuseum, kann jedoch seiner Verhaftung durch die chinesische Agenten nicht entfliehen. Zuvor berichtet er seinem ehemaligen Kindermädchen Hettie, das ihm zufällig im Museum begegnet war, von dem Film und bat sie diesen zu holen. In dem Glauben, dass es sich bei dem Mikrofilm um geheimes Spionagematerial handelt, startet nun ein Rennen zwischen dem Kindermädchen, die weitere Kolleginnen rekrutiert und den chinesischen Agenten, wobei der Dinosaurier schließlich sogar gestohlen wird, weil die Chinesen das Brontosaurus-Skelett gründlich durchsuchen wollen. Die Kindermädchen jagen ihnen den Saurier letztendlich ab, doch finden sie darin keinen Mikrofilm. Der Grund: es war das falsche Modell, denn der Film steckt in dem Diplodocus-Skelett. Während die Kindermädchen sich aufmachen, um Lord Southmere zu befreien, stellen die Chinesen fest, dass auf dem Mikrofilm lediglich ein Rezept für die Wan-Tan-Suppe der Kaiserinmutter steht. Southmere und der Chef der chinesischen Geheimpolizei in London schließen sich zusammen und vermarkten sie in England, was zu einem großen Erfolg wird.

## Hintergrund
Dieser Film wurde vor Ort in England in den Elstree Studios und Pinewood Studios gedreht, zusammen mit Außenaufnahmen im London Zoo, dem Natural History Museum und in der Nähe von Windsor und Holyport Green, Maidenhead.
Das Diplodocus-Skelettmodell wurde später in Star Wars Episode IV: Eine neue Hoffnung in den Eröffnungsszenen in der tunesischen Wüste verwendet.
Während dieser Film in Produktion war, traten Bernard Bresslaw und Joan Sims auch in Carry On Behind auf, einem weiteren Film, der daneben in den Pinewood Studios gedreht wurde.

## Kritiken
Der deutsche Filmdienst wertete: „Eine leidlich unterhaltsame Krimi-Komödie, deren Späße sich aber arg in die Länge ziehen und sich in vorwiegend albernen Slapstick-Gags erschöpfen.“
Kino.de beschrieb den Film als: „Turbulente britische Komödie von Genrespezialist Robert Stevenson […] in der sich Nonsens und Slapstick jederzeit gegen Kohärenz und Logik durchsetzen. Alles ist hier over the top, alles ist erlaubt, was sicher dazu beiträgt, dass die komplette Besetzung (darunter Peter Ustinov mit einer wirklich wilden Darstellung eines chinesischen Spions) blendend aufgelegt wirkt.“

## Sonstiges
In Frankreich erschien der Film unter dem Titel Objectif lotus.